# Joan Orpí i del Pou

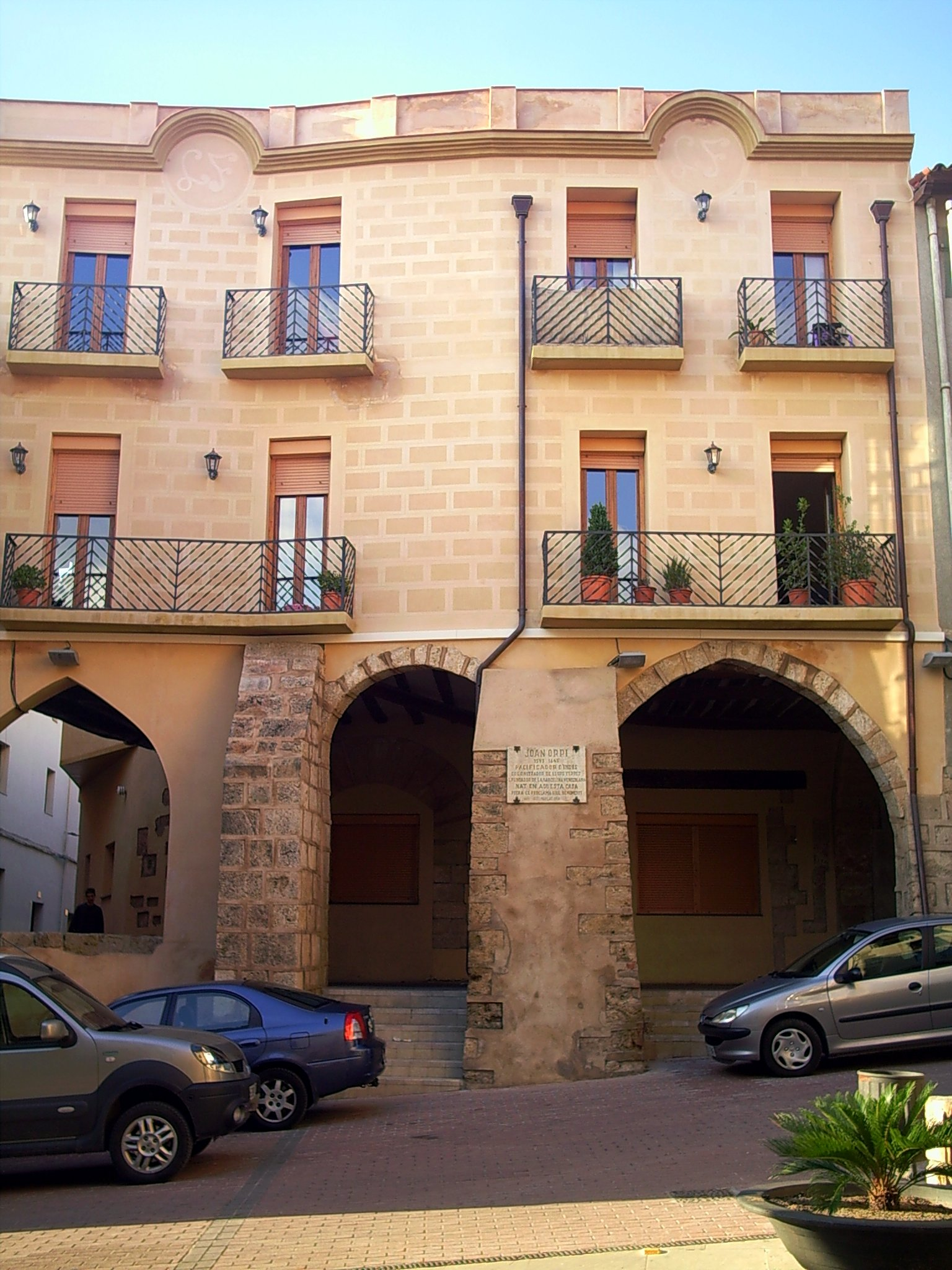
La casa natal de Joan Orpí, a Piera

Joan Orpí i del Pou, també anomenat Joan Orpín o Joan Urpín (Piera, 1593 - Nueva Barcelona, 1 de juliol de 1645) va ser l'últim conqueridor de Veneçuela i un explorador i administrador català.

## Biografia
Nascut en una família de la petita noblesa rural catalana, el 1619 va acabar estudis de Dret Civil a l'Estudi General de Barcelona. Després va marxar a Sevilla, on va romandre dos anys i mig, amb la intenció d'exercir un càrrec administratiu de l'Estat, cosa que finalment no aconseguí. El juny de 1623, usant el pseudònim de Gregorio Izquierdo, va embarcar-se com a soldat en una expedició destinada a defensar les riques salines d'Araya (Veneçuela), que els holandesos pretenien.
L'any 1624, Diego de Arroyo Daza, governador de la província de Nueva Andalucia, més tard anomenada Provincia de Cumaná a l'actual Veneçuela, nomenà a Orpí Tinent General de la província, lloc que ocuparia fins al 1627-28. Aquest mateix any, el tribunal de la Real Audiencia de Santo Domingo va reconèixer el seu títol de llicenciat en Dret obtingut a Barcelona, cosa que, després de la seva estada a Cumaná, li va permetre d'exercir d'assessor jurídic a Caracas per encàrrec de la mateixa Audiència.
El 1631 es trasllada a la Santo Domingo. Allà, la Reial Audiència va sol·licitar aspirants que poguessin portar a terme, amb els seus propis mitjans militars i econòmics, la conquesta de la zona habitada pels indis cumanogotos, que dificultaven les comunicacions i impedien el comerç entre les governacions de Veneçuela i Cumaná. La mencionada zona comprenia fonamentalment les conques dels rius Unare i Neverí. Orpí va optar a realitzar aquesta missió i el desembre del 1631 li va ser finalment encomanada a ell.
Malgrat l'oposició dels altres tres pretendents (més poderosos i influents que ell) i del governador Francisco Núñez Melián (que va arribar a empresonar-lo), el 1632 aconsegueix d'organitzar l'expedició i s'endinsa en el nou territori. Va fundar els assentaments de Santa María de Manapire i San Pedro Mártir, però li va ser revocada la concessió de la colonització i governació de les noves conquestes. Això el va obligar a pledejar per a recuperar-les, primer davant l'Audiència de Santo Domingo (1633) i després davant el Consejo de Índias, per la qual cosa va haver de viatjar a Espanya. Finalment, el 1636 va aconseguir la confirmació del nomenament com a Governador.
Va reprendre l'exploració, conquesta i colonització, derrotant definitivament els cumanogotos el 1637. El febrer del 1638 va fundar Nueva Barcelona del Cerro Santo (l'actual Barcelona de Veneçuela). El territori que va agrupar sota el seu mandat s'estenia des de San Felipe de Austria (avui Cariaco) fins al Cabo Codera, i des d'aquest a l'Orinoco. No va poder expandir-lo més perquè va trobar una forta oposició de les governacions veïnes, els límits de les quals ja estaven prefixats. Va anomenar la seva jurisdicció Nova Catalunya, encara que posteriorment les autoritats de la Corona no van ratificar oficialment el nom.
Durant el seu govern, Orpí va defensar la costa contra els atacs holandesos i amb l'ajuda d'un grup d'indígenes va desviar la llera del riu Unare per fer-lo desembocar en la llacuna de Píritu, amb la qual cosa es va perdre la possibilitat d'obtenir-hi sal, que era el que els holandesos feien des de força temps enrere, tal com refereix el geògraf Pau Vila i Dinarés. També va impulsar el desenvolupament de la ramaderia i l'agricultura, i va haver d'afrontar diversos obstacles polítics i legals creats pels seus detractors i enemics.
Va morir l'1 de juliol de 1645, sense haver acabat de realitzar tots els seus plans al capdavant del govern. L'any 1654, la província dels Cumanogotos va ser abolida i el seu territori es va integrar dins de la jurisdicció de Cumaná.